# Suzuka Nakamoto
Suzuka Nakamoto (中元すず香, Nakamoto Suzuka, Hiroshima, 20 de dezembro de 1997) é uma ídolo, cantora, atriz e modelo japonesa. Ela é representada pela agência de talentos Amuse e foi integrante de dois grupos dessa agência: Karen Girl's e Sakura Gakuin. Atualmente está no grupo de kawaii metal Babymetal, onde é conhecida pelo nome artístico Su-metal. A revista   japonesa Metal Japan elegeu Nakamoto a décima melhor vocalista do ano de 2014.

## Biografia
Em 2002, Nakamoto venceu o Grande Prêmio no concurso Image Girl pela Jewel Drop, uma linha de cosméticos produzidos pela Bandai, estrelando posteriormente em vários comerciais da Jewel Drop. Em 2006, Nakamoto foi admitida na Escola de Atores de Hiroshima (ASH). Ela estudou com outro futuro membro de Sakura Gakuin, Mariri Sugimoto, com quem tinha se familiarizado antes de frequentar a escola. Ela também teve uma rivalidade com Riho Sayashi, futuro membro do Morning Musume e dançarina de apoio a Babymetal, pois eram consideradas as duas melhores alunas da escola na época.
Em 2007, ela assinou contrato com a agência de talentos Amuse, Inc. depois de se tornar vice-campeã na 2ª Star Kids Audition realizada pela empresa. Em 2008, sua agência formou um trio chamado Karen Girl's, e Suzuka foi selecionada para participar. O grupo foi apresentado como uma irmã mais nova do trio feminino Perfume e cantou várias músicas-tema para o anime Zettai Karen Children, se separando em 31 de março de 2009, após o término do anime.
Em abril de 2010, Nakamoto tornou-se membro fundadora do Sakura Gakuin, um grupo de ídolos criado por sua agência. Os membros do grupo também formaram subunidades chamadas "clubes", cada uma das quais lançou suas próprias músicas como uma unidade. Suzuka tornou-se membro do clube Heavy Music (ū部, Jūonbu), que lançou músicas sob o nome Babymetal, que também incluía os membros de Sakura Gakuin, Yui Mizuno e Moa Kikuchi.
Na primavera de 2013, Nakamoto se formou no ensino médio e, portanto, teve que se graduar do Sakura Gakuin (que limita as meninas até a idade mais avançada). Seu concerto de graduação foi realizado em 31 de março no Fórum Internacional de Tóquio. Suzuka agora se apresenta com Babymetal, que foi desmembrada de Sakura Gakuin após sua formatura, sob o nome artístico de Su-metal. O álbum de estréia auto-intitulado de Babymetal foi lançado em fevereiro de 2014.
Nakamoto ficou em nono lugar no ranking da Oricon News em "Rankings de 2018 para a antecipação de novos adultos", comentando sua "capacidade avassaladora de cantar".

## Vida pessoal
Suzuka é a caçula de três irmãs. Sua segunda irmã, Himeka Nakamoto, é ex-membro do grupo de ídolos Nogizaka46. Elas estudaram juntos na Escola de Atores de Hiroshima e cantaram juntas em uma dupla conhecida como Tween.
Sua mãe trabalha com pedras preciosas e, ocasionalmente, dá acessórios de pedras preciosas aos membros do Babymetal como presente.

## Afiliações
- Karen Girl's (2008–2009)
- Sakura Gakuin (2010–2013)
- Babymetal (2010–atualmente)

## Discografia

### Karen Girl's
Álbuns
1. Fly To The Future (25 de fevereiro de 2009)

Singles
1. "Over the Future" (25 de junho de 2008)
2. "My Wings" (26 de novembro de 2008)

### Sakura Gakuin
Álbuns
1. Sakura Gakuin 2010 Nendo ~message~ (27 de abril de 2011)
2. Sakura Gakuin 2011 Nendo ~Friends~ (21 de março de 2012)
3. Sakura Gakuin 2012 Nendo ~My Generation~ (13 de março de 2013)

Singles
1. "Yume ni Mukatte / Hello! Ivy" (8 de dezembro de 2010)
2. "Friends" (23 de novembro de 2011)
3. "Verishuvi" (21 de dezembro de 2011)
4. "Tabidachi no Hi ni" (12 de fevereiro de 2012)
5. "Wonderful Journey" (5 de setembro de 2012)
6. "My Graduation Toss" (27 de fevereiro de 2013)

### Babymetal
Álbuns
1. Babymetal (26 de fevereiro de 2014)

Singles
1. "Doki Doki Morning" (24 de outubro de 2011)
2. "Babymetal × Kiba of Akiba" (7 de março de 2012)
3. "Head Bangya!!" (4 de julho de 2012)
4. "Ijime, Dame, Zettai" (9 de janeiro de 2013)
5. "Megitsune" (19 de junho de 2013)
6. "Road of Resistance" (1 de fevereiro de 2015)

## Filmografia

### Musicais
| Título                                  | Datas                             | Local                   | Papel / elenco    |
| --------------------------------------- | --------------------------------- | ----------------------- | ----------------- |
| Boukensha-tachi (冒険者たち)            | 5 de março – 15 de março de 2009  | Tóquio, Teatro sunmall  | Shioji (elenco W) |
| Boukensha-tachi Saien (冒険者たち 再演) | 10 de junho – 13 de junho de 2010 | Tóquio, Teatro Sunshine | Shioji            |